# Nikki Ahamed
Nikki Ahamed (Colombo, Sri Lanka, 18 de abril de 1991) es un futbolista srilankés, aunque nacionalizado inglés. Se desempeña como lateral derecho o centrocampista defensivo y actualmente milita en el Wealdstone FC de la Isthmian League de Inglaterra.

## Trayectoria
Nikki se unió a la Academia del Chelsea Football Club a los 7 años de edad. Luego de haber destacado durante su período en la academia, Nikki fue promovido al equipo juvenil en la temporada 2007-08, convirtiéndose rápidamente en parte fundamental del mediocampo. En la temporada 2008-09, Nikki fue el jugador con mayor cantidad de partidos disputados, acumulando 29 encuentros disputados y 2 anotaciones. En la temporada 2009-10, Nikki fue promovido al equipo de reservas, debutando con este equipo el 1 de septiembre de 2009, en la victoria del Chelsea por 5-2 sobre las reservas del Portsmouth FC. Durante esa temporada, Nikki comenzó a desempeñarse como lateral derecho, posición en la que ha mostrado rapidez y habilidad, a pesar de ser un centrocampista defensivo. Además, el entrenador del Chelsea, Carlo Ancelotti, lo inscribió en la Lista B de la plantilla que disputó la Liga de Campeones, utilizando el dorsal #47.
En julio de 2010, su contrato con el Chelsea expiró. Luego de haber estado algunos meses fuera de actividad, Nikki fue contratado por el Wealdstone FC de la Isthmian League a finales de 2010, debutando con este equipo en el empate a 2-2 ante el Wingate & Finchley en la Isthmian League Cup. En marzo de 2011, Nikki fue a probarse al LB Châteauroux de la Ligue 2 de Francia.

## Clubes
| Club          | País       | Año             |
| ------------- | ---------- | --------------- |
| Chelsea FC    | Inglaterra | 1998 - 2010     |
| Wealdstone FC | Inglaterra | 2010 - Presente |